# وایت

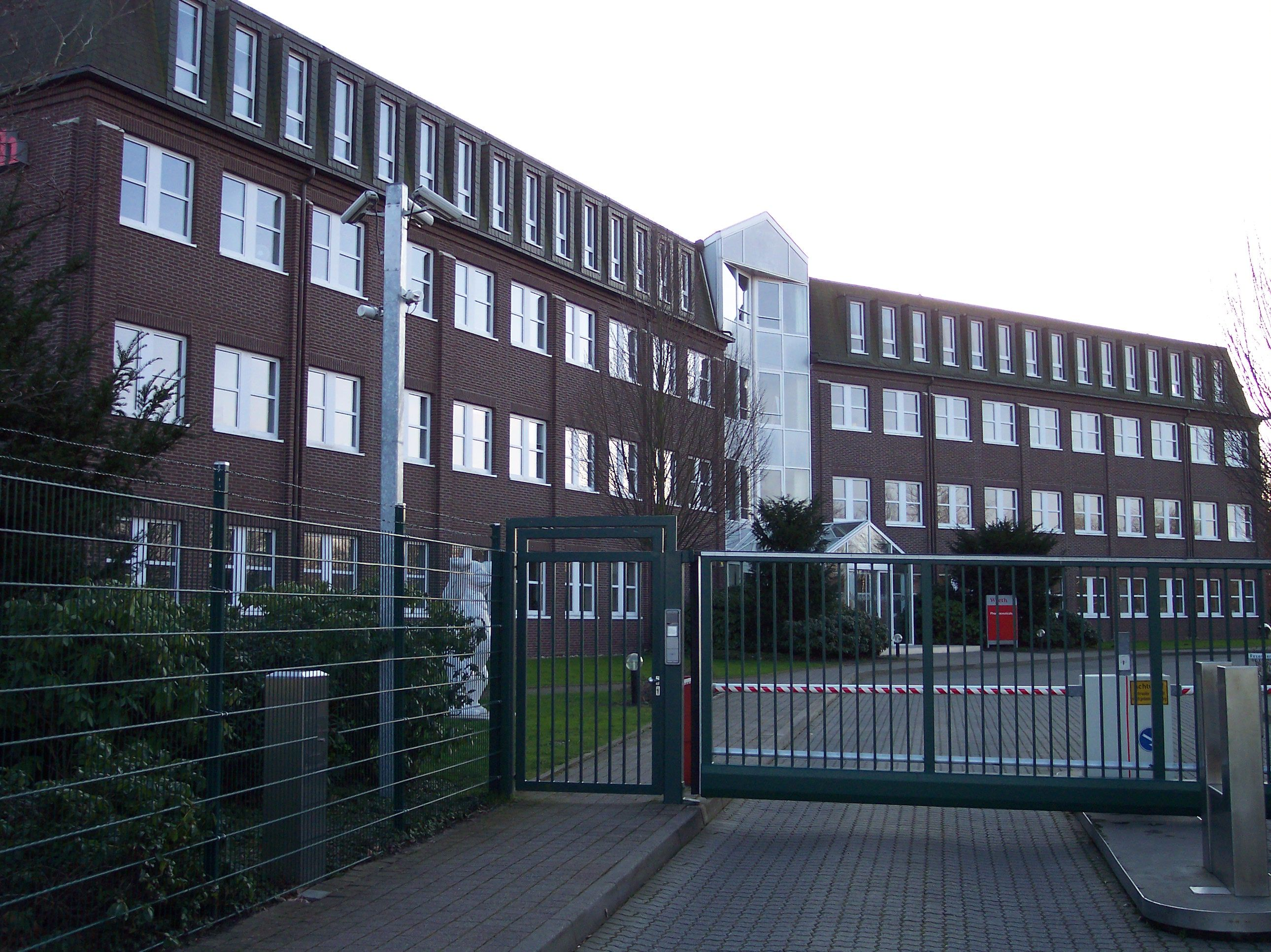
ساختمان اداری ویت، در مونستر، آلمان

ویت (به انگلیسی: Wyeth) شرکت داروسازی آمریکایی بود، که کارخانه اصلی و دفتر مرکزی آن، در شهر مدیسون، نیوجرسی، ایالات متحده آمریکا قرار داشت و تمرکز اصلی آن، بر تولید داروهای بدون نسخه، انواع مسکن‌ها و محصولاتی مانند استروژن کونژوگه و ونلافاکسین معطوف بود.
شرکت ویت در سال ۱۸۶۰ توسط دو برادر داروساز ینام‌های جان و فرانک ویت در شهر فیلادلفیا، پنسیلوانیا تأسیس شد و تا سال ۲۰۰۹ به‌عنوان دهمین شرکت داروسازی جهان شناخته می‌شد.
در ماه ژانویه ۲۰۰۹ وال استریت ژورنال خبر از مذاکره میان دو شرکت داروسازی فایزر و ویت داد، که در اکتبر ۲۰۰۹ فایزر با ارزش ۶۸ میلیارد دلار، این شرکت را خریداری نمود.